# Linsleyonides albomaculatus
Linsleyonides albomaculatus là một loài bọ cánh cứng trong họ Cerambycidae.